# 男が恋に出逢うとき
『男が恋に出逢うとき』（おとこがこいにであうとき）は、1999年3月25日に発売された郷ひろみ75作目のシングル。

## 収録曲
1. 男が恋に出逢うとき
  - 作詞：康珍化／作曲：筒美京平／編曲：井上鑑
2. リスク
  - 作詞：前田たかひろ／作曲：原一博／編曲：是永巧一
3. 男が恋に出逢うとき（オリジナル・カラオケ）